# Compsomantis tumidiceps
 Compsomantis tumidiceps es una especie de mantis de la familia Mantidae.

## Distribución geográfica
Se encuentra en Java, Lombok,  las Islas Filipinas, Sumatra, Sumba y Timor.